# Ciudad Antigua
Ciudad Antigua är en kommun (municipio) i Nicaragua med 5 790 invånare. Den ligger i den bergiga norra delen av landet i departementet Nueva Segovia, 20 kilometer öster om Ocotal. Ciudad Antigua är tillsammans med León och Granada en av de tre gamla koloniala städerna i landet.

## Geografi
Ciudad Antigua gränsar till kommunerna San Fernando i norr, El Jícaro i öster, Telpaneca i söder och Mozante i väster. Största orten i kommunen är centralorten Ciudad Antigua med 1 469 invånare (2005).

## Historia
Med namnet Nueva Segovia grundades Ciudad Antigua 1543 av Diego de Castañeda som den tredje spanska staden i Nicaragua. Den låg ursprungligen längre österut vid Panalí, där floden Río Jicaro rinner ut i Río Coco. Efter att ha anfallits av indianer flyttades staden 1611 till dess nuvarande läge. Det hjälpte dock inte så mycket. Staden attackerdes 1654 av både indianer och engelska pirater, 1689 återigen av engelska pirater, och 1711 återigen av indianer. Staden var vid denna tid huvudstad i provinsen Nueva Segovia, men 1781 flydde befolkningen västerut på grund av nya pirathot. Där grundade de Nueva Reducción de Segovia, som senare ändrade namn till Ocotal. En del av befolkningen återvände dock och staden har sedan dess hetat Ciudad Antigua (gamla staden).

## Religion
Kommunen firar sina festdagar den 14 till 20 januari.